# 鄭達 (宣德舉人)
鄭達（15世紀—1458年），字叔通，湖廣襄陽府襄陽縣人，明朝政治人物。

## 生平
鄭達個性聰敏，博學善書，是宣德十年（1435年）乙卯科湖廣鄉試舉人，正統八年（1443年）授盩厔知縣，教育人民用陶瓦覆屋，興建廣濟渠灌溉田地，秩滿後遇上蘇松饑荒，南直巡撫李敏請奏選能吏，他得進六品俸調崑山知縣，到任後發現饑民滿路，濟農倉、預備倉均空虛無糧，於是日夜奔走向富戶勸諭借出糧食，得穀數千斛煮粥救活饑者，很快又遇上瘟疫，他延聘良醫治療病人，親自到場監督，視察得知人民房屋被水災毀壞，就為對方購買木材，並拆卸官府破屋，騰空土地給對方，至春天時給與災民穀種，全活不可勝數，有千戶以捕盜為由搜刮民財，他向上級告發褫奪其職謫戍外地。他謙恭樂善，經常向鄉紳鄭文康、耆儒龔詡、沈魯等人咨訪民事，同時推薦教諭陳登有治才，儒士周號有文學，孝義貞節者皆為其旌表，天順二年（1458年）於任內去世，鄭文康為他寫下行狀，著有《尊生稿》，入祀兩地名宦祠。

## 引用
1. 1 2  同治《襄陽縣志·卷六·人物》：鄭達，字叔通，宣德乙卯舉人，知盩厔縣，開廣濟渠灌田千頃，秦民賴之，秩滿值崑山大饑，銓司奏仍舊銜，食六品俸調任，貸富家粟煮粥以賑，疫作率醫遍詣全活無算，有千戶不法殃民，列申上憲褫其職，邑人感恩籲祀名宦祠，著有《尊生稿》行世。 府志
2. ↑  民國《盩厔縣志·卷五·官師》：鄭達，字叔通，湖廣廣濟【襄陽】人，博學善書，宣德乙卯舉人，（正統）八年任，教民陶瓦以覆屋，開渠以溉田（碑記略云），公性資聰敏，持身廉介平易，為心寬和，從政迹其所行一本於仁恕，文章政事井井繩繩，蒞官九載終始如一，祀名官祠。
3. ↑  光緒《崑新兩縣續修合志·卷二十一·名宦》：鄭達，字叔通，襄陽人，宣德十年以鄉舉入太學，授盩厔知縣，復西洛峪水渠，農賴以濟，景泰五年蘇松大饑，巡撫李敏奏乞選能吏以拯民艱，部以達應，進六品俸調知崑山，下車見饑民填塞衢路，及閱濟農預備二倉皆無實積，乃連日夜走鄉郭，就上中戶勸令出粟，得穀數千斛作粥，飼饑者日再給，已而疫作，復延良醫療之，毎躬親督，視民廬舍毀於水，為市竹木並撤官府敗屋以給之，春則量給穀種，全活不可勝數，有千戶以捕盜下鄉攫民財，達發其事竟戍之，達謙恭樂善，嘗就鄉紳鄭文康，耆儒龔詡、沈魯輩，時時咨訪民事，教諭陳登有治才，儒士周號有文學，咸為推轂，凡孝義貞節之事皆旌白焉，天順二年卒於任，文康為狀其事。